# Waywash
Waywash (Quechua I für "Wiesel" sowie eine Bergkette im peruanischen Departement Ancash, spanisch Cordillera Huayhuash), Zentral-Quechua oder Quechua I ist die linguistische Bezeichnung (nach Alfredo Torero) für einen der beiden Hauptäste der Quechua-Sprachfamilie mit ca. 2–3 Millionen Sprechern in Zentral-Peru (Departements Ancash, Huánuco, Junín, Pasco, Lima und einige Provinzen von Huancavelica). Zum Waywash gehören das Ancash-Quechua, das Wanka-Quechua, das Yaru-Quechua und das Huánuco-Quechua (AP-AM-AH).

Karte der Dialekte des Quechua:
I (Waywash, Central oder B: orange),
II‑A (Yunkay),
II‑B (Chinchay),
II‑C (Südliches Quechua).

## Unterschiede zwischen Waywash und Wampuy
| Waywash             | Wampuy          | Deutsch                     |
| ------------------- | --------------- | --------------------------- |
| -ćhaw               | -pi             | in                          |
| -piqta, -pita, -piq | -manta          | aus, von                    |
| -naw                | -šina, -hina    | wie                         |
| -r                  | -špa            | (Gerundium), -nd            |
| [Vokalverdopplung]  | -ni             | (Verb: 1. Person Sg. "ich") |
| -ya-, -paaku-       | -ku(na), -llapa | (Verb: Mehrzahl)            |
| -ma-                | -wa-            | mir, mich                   |
| -kaq                | (chay ...-qa)   | der, die, das               |
| -naa, naq           | -šqa            | (narrative Vergangenheit)   |